# إيلما راكوزا
إيلما راكوزا Ilma Rakusa (ولدت في ريمافسكا في سلوفاكيا في 2 يناير 1946) كاتبة ومترجمة سويسرية.

## حياتها
ولدت إيلما راكوزا لأب سلوفاكي وأم مجرية. قضت سنوات طفولتها في بودابست وليوبليانا وتريست. وفي عام 1951 انتقلت الأسرة للإقامة في سويسرا. وبعد أن حصلت على الشهادة الثانوية السويسرية، بدأت من عام 1965 وحتى عام 1971 في دراسة اللغة السلوفاكية وآدابها واللغة الرومانية وآدابها في زيورخ وباريس وسانت بطرسبرغ. وحصلت في عام 1971 على دكتوراه الفلسفة في علم الأدب.
ثم عملت بين عامي 1971 و 1977 مدرسة مساعدة في معهد الدراسات السلافية في جامعة زيورخ. وهي تقيم الآن في مدينة زيورخ متفرغة للكتابة. وتترجم بجانب الكتابة أعمالا أدبية من اللغات الفرنسية والروسية والصربكرواتية والمجرية.

## جوائو حصلت عليها
حصلت إيلما راكوزا على العديد من الجوائز الأدبية منها:
- 1991: جائزة بتراركا للترجمة
- 1995: حصلت على عضوية الأكاديمية الألمانية للغة والأدب في دارمشتات
- 1998: جائزة شيللر من بنك مقاطعة زيورخ
- 2003: جائزة أدالبرت فون كاميسو

## من أعمالها
- دراسات حول موضوع الوحدة في الأدب الروسي 1971
- مثل الشتاء Wie Winter 1977 (بالاشتراك مع فيليكس فيليب إنجولت)
- الجزيرة 1982
- ميرامار 1986
- الحياة 1990
- عن الملحدين والكلاسيكيين 2003

## روابط خارجية
- إيلما راكوزا على موقع مونزينجر (الألمانية)